# 광명운수
광명운수(光明運輸)는 경기도 광명시에 연고를 둔 서울특별시의 시내버스 업체였고, 본사는 경기도 광명시 노온사동 544-1번지에 위치해 있고, 사업자등록은 서울특별시 구로구 개봉동 356-14번지로 되어있었다. 광명운수 본사와 차고지는 현재 범일운수 노온사동 영업소이다.

## 주요 연혁
- 1970년: 영등포합승(훗날 영일교통, 현 보성운수)에서 개봉동영업소를 분리, 새서울버스(―)라는 상호로 회사를 설립하였다.
- 1973년 1월 1일: 새서울버스에서 개봉여객(開峰旅客)으로 사명을 변경하였다.
- 1973년 3월 14일: 도시형버스 100번을 100번(개봉동 ↔ 노량진 ↔ 시청)과 140번(개봉동 ↔ 신촌 ↔ 시청, 훗날 지선버스 6639번)으로 분리하였다.
- 1974년 8월 15일: 도시형버스 100번과 140번 노선을 대폭 변경하였는데, 100번은 개봉동 ↔ 영등포 → 노량진 → 용산 → 시청 → 신촌 → 영등포(이하 역순)으로 변경되었고, 140번은 영등포 ↔ 신촌 ↔ 서울시청 구간 단축 및 영등포 ↔ 노량진 ↔ 흑석동 ↔ 반포주공아파트 ↔ 이수교차로 ↔ 사당동 ↔ 서울대학교 구간으로 연장하였다.
- 1977년 4월 11일: 도시형버스 140번은 서울고속버스터미널 경유와 함께 종점을 서울대학교에서 관악구청으로 단축하였다.
- 1978년 일정미상: 도시형버스 100번 일부구간이 변경되었는데, 노량진 미경유로 변경되었다.
- 1978년 일정미상: 도시형버스 100-1번(개봉동 ↔ 영등포 ↔ 해태제과, 현 지선버스 6637번)을 개통하였다.
- 1979년 2월 1일: 도시형버스 100번과 140번 기점을 개봉동에서 광명시로 연장 및 100번 종점을 시청에서 신촌으로 단축하였고, 도시형버스 100-2번(개봉동 ↔ 구로공단)을 개통하였다.
- 1979년 3월 10일: 도시형버스 140번 일부구간이 변경되었는데, 영등포 구간에서 영등포시장로터리 경유를 직선화하였다.
- 1979년 3월 30일: 도시형버스 140번을 관악구청에서 서울대학교로 재연장하였다.
- 1981년: 좌석버스 740번(광명시 ↔ 원효대교 ↔ 신세계)을 개통하였고, 도시형버스 100-2번도 기점을 개봉동에서 광명시로 연장하였다. 그리고 도시형버스 100번은 종점을 신촌에서 당산동으로 또 단축하였다.
- 1983년: 혁성운수에서 좌석버스 53번(장안동 ↔ 광명아파트)을 인수받았다.
- 1984년: 도시형버스 100번 종점을 당산동에서 구로공단으로 또 단축하였다.
- 1985년: 좌석버스 53번이 폐선되었다.
- 1986년: 도시형버스 140번을 반포주공아파트 미경유로 변경하였다.
- 1989년: 도시형버스 100-2번을 폐선하였다.
- 1989년 2월 1일: 도시형버스 100번을 당산동에서 목동아파트단지로 재연장하였고, 도시형버스 100-3번(광명시 ↔ 목동아파트단지, 현 지선버스 6637번)을 개통하였다.
- 1989년 일정미상: 도시형버스 100-1번을 해태제과에서 목동아파트단지로 연장하였다.
- 1991년: 좌석버스 740-1번(광명시 ↔ 여의도)을 개통하였다.
- 1992년 하반기 ~ 1993년 상반기: 좌석버스 740번 일부구간 중 원효로 ↔ 청파교 ↔ 염천교 ↔ 서울역 구간을 원효로 ↔ 남영역 ↔ 남영동 ↔ 서울역 구간으로 변경하였다.
- 1993년 8월 10일: 도시형버스 100번을 목동에서 신도림동으로 다시 단축하였고, 100-1번, 100-3번 등은 CBS 경유로 변경하였다. 그리고 좌석버스 740-1번을 여의도에서 신세계로 연장하였다.
- 1996년 6월: 도시형버스 140번 종점을 서울대학교에서 사당역으로 단축하였다.
- 1997년 12월 1일: 차고지를 광명동에서 천왕동으로 이전과 함께 전 노선 기점을 광명동에서 천왕동으로 연장하였고, 좌석버스 740번은 일부구간을 청파동, 서울역 서부 경유에서 남영역, 갈월동 경유로 변경하였다.
- 1998년 5월 7일: 차고지를 천왕동에서 노온사동 544-1번으로 이전과 함께 전 노선 기점을 천왕동에서 노온사동으로 연장하였다.
- 1999년: 개봉여객에서 광명운수(光明運輸)로 사명을 변경하였다.
- 2000년 3월 31일: 부실경영으로 인하여 서울특별시의 명령에 따라 강제퇴출되었다. 동시에 도시형버스 100-1, 100-3, 140번 등은 범일운수가 인수하였고, 광명운수 본사와 차고지는 범일운수 노온사동 영업소가 되었다 또한 구로구 마을버스 15-5번과 15-7번은 개웅운수로 분리되었다.

## 과거 운행노선
도시형버스
- 100번: 광명시 ↔ 신도림동
- 100-1번: 노온사동 ↔ 목동 《현 지선버스 6637번》
- 100-2번: 개봉동 ↔ 서울디지털국가산업단지
- 100-3번: 노온사동 ↔ 목동 《현 지선버스 6637번》
- 140번: 노온사동 ↔ 사당역 《구 지선버스 6639번》[1]

좌석버스
- 53번: 광명시 ↔ 장안동
- 740번: 노온사동 ↔ 신세계백화점
- 740-1번: 노온사동 ↔ 여의도순복음교회

마을버스
- 15-5번: 개봉한진아파트 ↔ 개봉역 《현 구로03번》
- 15-7번: 천왕이펜하우스 ↔ 개봉역 《현 구로04번》